# Morten Olsen
Morten Olsen (* 14. August 1949 in Vordingborg) ist ein ehemaliger dänischer Fußballspieler, der nach seiner aktiven Zeit als Fußballtrainer tätig war.

## Sportliche Laufbahn

### Erfolge mit Dänemark und in der belgischen Ersten Division (bis 1986)
Morten Olsen spielte von 1972 bis 1986 bei verschiedenen Vereinen in Belgien. Er gewann mit dem RSC Anderlecht den UEFA-Pokal 1983. Mit den Erfolgen der dänischen Nationalmannschaft Anfang der 1980er-Jahre galt er als einer der besten Abwehrspieler Europas. Als Mannschaftskapitän führte er die seinerzeit vom Deutschen Sepp Piontek trainierte dänische Nationalmannschaft ins Halbfinale der Fußball-Europameisterschaft 1984 in Frankreich, was bis dahin der größte Erfolg des dänischen Fußballs war. Bei der Fußball-Weltmeisterschaft 1986 in Mexiko spielten die Dänen mit Deutschland in einer Vorrundengruppe und bezwangen die Deutschen unter Teammanager Franz Beckenbauer mit 2:0. Als Gruppenerster galten sie als Geheimfavorit, mussten sich jedoch Spanien im Achtelfinale mit 1:5 geschlagen geben. Insgesamt absolvierte er 102 A-Länderspiele für Danish Dynamite.

### Karriereausklang in der deutschen Bundesliga (1986 bis 1989)
Olsen wechselte nach der Weltmeisterschaft nach Deutschland zum 1. FC Köln. Im Alter von 37 Jahren gab er sein Debüt in der Fußball-Bundesliga und absolvierte in seiner ersten Saison alle Spiele. 1988 führte er die dänische Nationalmannschaft bei der Europameisterschaft in Deutschland ein weiteres Mal als Kapitän an, schied mit der Mannschaft nach drei Niederlagen aber nach der Vorrunde aus. Olsen spielte weitere drei Jahre für den 1. FC Köln. Unter dem Trainer Christoph Daum wurde er einmal deutscher Vizemeister und einmal Dritter. Im Alter von fast 40 Jahren beendete er in der bundesdeutschen Elitespielklasse 1989 seine Spielerkarriere.

## Trainerlaufbahn

### Vereinstrainer in Dänemark, Deutschland und in den Niederlanden (1990 bis 1999)
Seit 1990 war Olsen als Trainer tätig. Zuerst betreute er die Mannschaft von Brøndby IF, 1993 kehrte er als Cheftrainer zum 1. FC Köln zurück. Er blieb bis 1995 dort und erreichte mit der Mannschaft zweimal Plätze im Mittelfeld der Tabelle. Nach dem Ende seiner Tätigkeit in Köln im Jahr 1995 wechselte er 1997 in die niederländische Eredivisie zu Ajax Amsterdam und gewann mit dem Team 1998 die holländische Meisterschaft.

### Dänischer Nationaltrainer (2000 bis 2015)
Olsen wurde nach der EM 2000 in den Niederlanden und Belgien Trainer der dänischen Nationalmannschaft. Er qualifizierte sich mit seiner Mannschaft für die Fußball-Weltmeisterschaft 2002 in Südkorea, für die Fußball-Europameisterschaft 2004 in Portugal, für die Fußball-Weltmeisterschaft 2010 in Südafrika und für die Fußball-Europameisterschaft 2012 in Polen und der Ukraine. Seit 2006 war Olsen verantwortlich für die dänische Jugendausbildung und führte ein 4-3-3-Standardsystem nach niederländischem Vorbild ein.
Am 17. März 2015 kündigte er an, nach der EM 2016 in Frankreich als Trainer der dänischen Nationalmannschaft zurückzutreten. Olsen war nach 15 Jahren der dienstälteste Trainer der dänischen Nationalmannschaft vor Sepp Piontek (elf Jahre). Nach dem Ausscheiden in den Play-off-Spielen gegen Schweden am 17. November 2015 trat er vorzeitig zurück.
Am 8. Februar 2018 gab Olsen sein Karriereende als Trainer bekannt.

## Erfolge

### Als Spieler
- Belgischer Meister: 1980/81, 1984/85, 1985/86
- UEFA-Pokalsieger: 1982/83
- Deutscher Vizemeister: 1988/89
- Fußballer des Jahres in Dänemark 1983, 1986

### Als Trainer
- Dänischer Meister: 1990, 1991
- Niederländischer Meister: 1997/98
- Niederländischer Pokalsieger: 1997/98

## Auszeichnungen
1998 wurde Olsen in die Hall of Fame des dänischen Sports (Sportens Hall of Fame) aufgenommen.

## Wissenswertes
Olsen spricht neben Dänisch auch Deutsch und Englisch. Er lebt mit seiner belgischen Ehefrau in Beersel unweit von Brüssel.